# Cryphia cancellata
Cryphia cancellata är en fjärilsart som beskrevs av Emilio Berio 1976/77. Cryphia cancellata ingår i släktet Cryphia och familjen nattflyn. Inga underarter finns listade i Catalogue of Life.